# Shellback Island
Shellback Island är en ö i Australien. Den ligger i delstaten Victoria, omkring 170 kilometer sydost om delstatshuvudstaden Melbourne. Arean är 0,40 kvadratkilometer. Den sträcker sig 0,7 kilometer i nord-sydlig riktning, och 0,9 kilometer i öst-västlig riktning.
Genomsnittlig årsnederbörd är 685 millimeter. Den regnigaste månaden är juni, med i genomsnitt 85 mm nederbörd, och den torraste är januari, med 25 mm nederbörd.